# Rajd Argentyny 2017

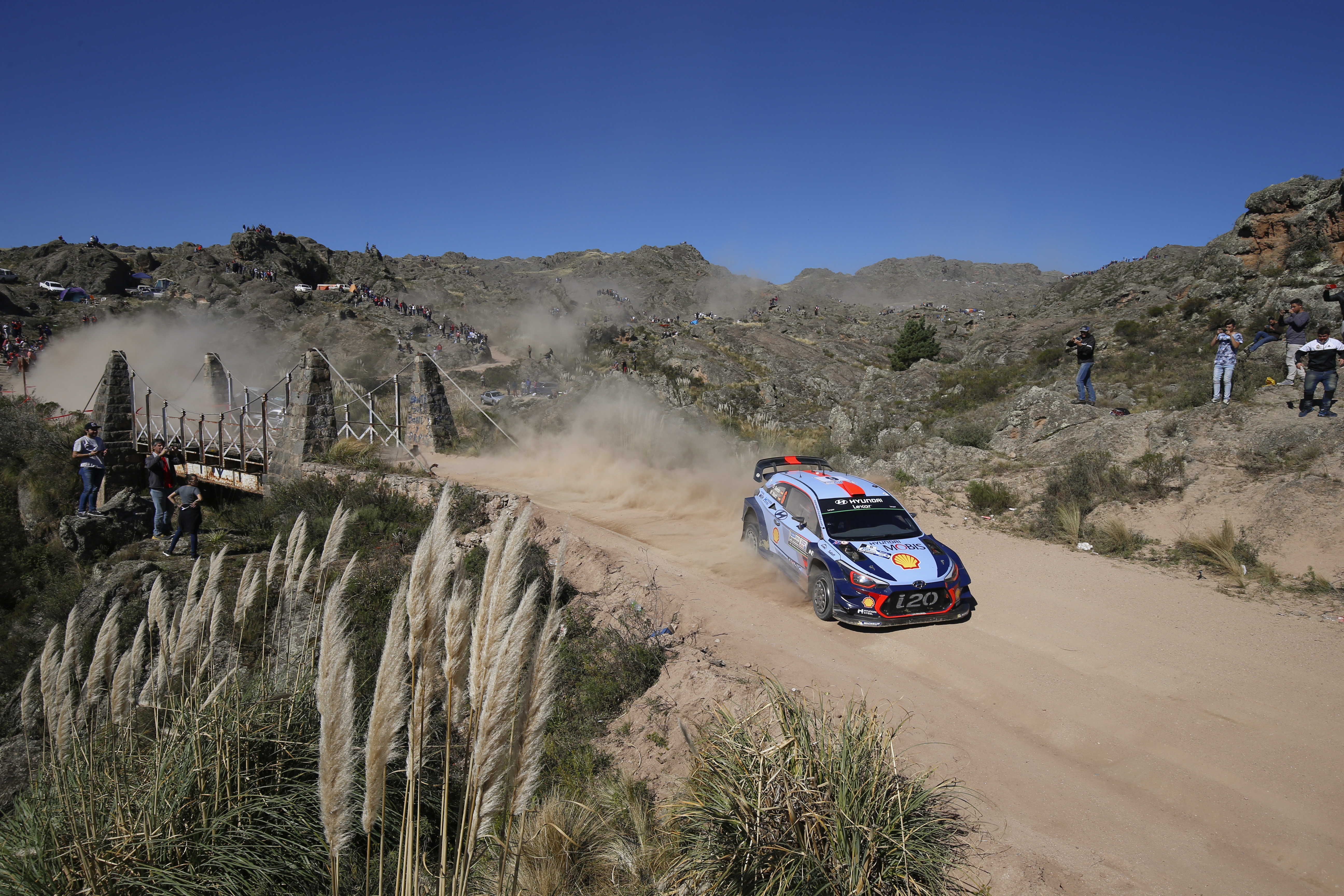
Dani Sordo podczas Rajdu Argentyny 2017

Rajd Argentyny 2017 (37. YPF Rally Argentina) – rajd samochodowy rozgrywany w Argentynie od 27 do 30 kwietnia 2017 roku. Była to piąta runda Rajdowych Mistrzostw Świata w roku 2017. Rajd był rozegrany na szutrze.

## Zwycięzcy odcinków specjalnych
| Dzień | OS   | Nazwa                                  | Długość  | Zwycięzca                  | samochód                              | Czas    | lider rajdu      |
| ----- | ---- | -------------------------------------- | -------- | -------------------------- | ------------------------------------- | ------- | ---------------- |
| 1     | SS1  | SSS Ciudad de Cordoba                  | 1.75 km  | Sébastien Ogier            | Ford Fiesta WRC                       | 1:53.8  | Sébastien Ogier  |
| 1     | SS2  | San Agustin - Villa General Belgrano 1 | 19.95 km | Elfyn Evans                | Ford Fiesta WRC                       | 12:42.3 | Elfyn Evans      |
| 1     | SS3  | Amboy – Santa Monica 1                 | 20.44 km | Elfyn Evans                | Ford Fiesta WRC                       | 10:18.8 | Elfyn Evans      |
| 1     | SS4  | Santa Rosa – San Agustin 1             | 23.85 km | Elfyn Evans                | Ford Fiesta WRC                       | 13:44.8 | Elfyn Evans      |
| 1     | SS5  | SSS Fernet Branca 1                    | 6.04 km  | Elfyn Evans                | Ford Fiesta WRC                       | 4:43.5  | Elfyn Evans      |
| 1     | SS6  | San Agustin – Villa General Belgrano 2 | 19.95 km | Elfyn Evans                | Ford Fiesta WRC                       | 12:35.9 | Elfyn Evans      |
| 1     | SS7  | Amboy – Santa Monica 2                 | 20.44 km | Elfyn Evans Hayden Paddon  | Ford Fiesta WRC Hyundai i20 Coupe WRC | 10:21.1 | Elfyn Evans      |
| 1     | SS8  | Santa Rosa – San Agustin 2             | 23.85 km | Hayden Paddon              | Hyundai i20 Coupe WRC                 | 13:39.0 | Elfyn Evans      |
| 1     | SS9  | SSS Fernet Branca 2                    | 6.04 km  | Thierry Neuville           | Hyundai i20 Coupe WRC                 | 4:49.4  | Elfyn Evans      |
| 2     | SS10 | Tanti – Villa Bustos 1                 | 20.08 km | Elfyn Evans                | Ford Fiesta WRC                       | 11:00.2 | Elfyn Evans      |
| 2     | SS11 | Los Gigantes – Cantera El Condor 1     | 38.68 km | Kris Meeke                 | Citroën C3 WRC                        | 20:01.6 | Elfyn Evans      |
| 2     | SS12 | Boca del Arroyo – Bajo del Pungo 1     | 20.52 km | Kris Meeke                 | Citroën C3 WRC                        | 13:18.2 | Elfyn Evans      |
| 2     | SS13 | Tanti – Villa Bustos 2                 | 20.08 km | Ott Tänak                  | Ford Fiesta WRC                       | 10:47.9 | Elfyn Evans      |
| 2     | SS14 | Los Gigantes – Cantera El Condor 2     | 38.68 km | Ott Tänak Thierry Neuville | Ford Fiesta WRC Hyundai i20 Coupe WRC | 19:45.5 | Elfyn Evans      |
| 2     | SS15 | Boca del Arroyo – Bajo del Pungo 2     | 20.52 km | Thierry Neuville           | Hyundai i20 Coupe WRC                 | 12:59.5 | Elfyn Evans      |
| 3     | SS16 | El Condor – Copina                     | 16.32 km | Ott Tänak                  | Ford Fiesta WRC                       | 13:07.0 | Elfyn Evans      |
| 3     | SS17 | Mina Clavero – Giulio Cesare           | 22.64 km | Thierry Neuville           | Hyundai i20 Coupe WRC                 | 18:05.0 | Elfyn Evans      |
| 3     | SS18 | El Condor [Power Stage]                | 16.32 km | Thierry Neuville           | Hyundai i20 Coupe WRC                 | 13:00.1 | Thierry Neuville |

### Power Stage – OS18[3]
| Msc. | Kierowca           | Pilot            | Samochód              | Czas    | Strata | Pkt. |
| ---- | ------------------ | ---------------- | --------------------- | ------- | ------ | ---- |
| 1    | Thierry Neuville   | Nicolas Gilsoul  | Hyundai i20 Coupe WRC | 13:00.1 |        | 5    |
| 2    | Elfyn Evans        | Daniel Barritt   | Ford Fiesta WRC       | 13:01.4 | +1.3   | 4    |
| 3    | Ott Tänak          | Martin Järveoja  | Ford Fiesta WRC       | 13:02.8 | +2.7   | 3    |
| 4    | Sébastien Ogier    | Julien Ingrassia | Ford Fiesta WRC       | 13:04.3 | +4.2   | 2    |
| 5    | Jari-Matti Latvala | Miikka Anttila   | Toyota Yaris WRC      | 13:08.5 | +8.4   | 1    |

## Wyniki końcowe rajdu
| Msc. | Nr. | Kierowca           | Pilot            | Zespół                   | Samochód              | Klasa | Czas      | Strata   | Punkty |
| ---- | --- | ------------------ | ---------------- | ------------------------ | --------------------- | ----- | --------- | -------- | ------ |
| 1    | 5   | Thierry Neuville   | Nicolas Gilsoul  | Hyundai Motorsport       | Hyundai i20 Coupe WRC | WRC   | 3:38:10.6 | 0.0      | 30     |
| 2    | 3   | Elfyn Evans        | Daniel Barritt   | M-Sport World Rally Team | Ford Fiesta WRC       | WRC   | 3:38:11.3 | +0.7     | 22     |
| 3    | 2   | Ott Tänak          | Martin Järveoja  | M-Sport World Rally Team | Ford Fiesta WRC       | WRC   | 3:38:40.5 | +29.9    | 18     |
| 4    | 1   | Sébastien Ogier    | Julien Ingrassia | M-Sport World Rally Team | Ford Fiesta WRC       | WRC   | 3:39:35.3 | +1:24.7  | 14     |
| 5    | 10  | Jari-Matti Latvala | Miikka Anttila   | Toyota GAZOO Racing WRC  | Toyota Yaris WRC      | WRC   | 3:39:58.7 | +1:48.1  | 11     |
| 6    | 4   | Hayden Paddon      | John Kennard     | Hyundai Motorsport       | Hyundai i20 Coupe WRC | WRC   | 3:45:53.3 | +7:42.7  | 8      |
| 7    | 11  | Juho Hänninen      | Kaj Lindström    | Toyota GAZOO Racing WRC  | Toyota Yaris WRC      | WRC   | 3:49:27.5 | +11:16.9 | 6      |
| 8    | 6   | Dani Sordo         | Marc Martí       | Hyundai Motorsport       | Hyundai i20 Coupe WRC | WRC   | 3:52:54.7 | +14:44.1 | 4      |
| 9    | 14  | Mads Østberg       | Ola Fløene       | M-Sport World Rally Team | Ford Fiesta WRC       | WRC   | 3:53:21.9 | +15:11.3 | 2      |
| 10   | 31  | Pontus Tidemand    | Jonas Andersson  | Škoda Motorsport         | Škoda Fabia R5        | WRC-2 | 3:55:42.7 | +17:32.1 | 1      |

1. ↑  Oznaczenie WRC w klasie informuje, iż tylko ci kierowcy zdobywali punkty dla swoich zespołów liczonych w klasyfikacji producentów na koniec sezonu.

## Klasyfikacja generalna po 5 rundach
Kierowcy
|  | Msc. | Kierowca           | Punkty |
|  | ---- | ------------------ | ------ |
|  | 1    | Sébastien Ogier    | 102    |
|  | 2    | Jari-Matti Latvala | 86     |
|  | 3    | Thierry Neuville   | 84     |
|  | 4    | Ott Tänak          | 66     |
|  | 5    | Dani Sordo         | 51     |

Zespoły
|  | Msc. | Zespół                      | Punkty |
|  | ---- | --------------------------- | ------ |
|  | 1    | M-Sport World Rally Team    | 162    |
|  | 2    | Hyundai Motorsport          | 140    |
|  | 3    | Toyota GAZOO Racing WRC     | 99     |
|  | 4    | Citroën Total Abu Dhabi WRT | 71     |